# Elaeocarpus calomala
Elaeocarpus calomala är en tvåhjärtbladig växtart som beskrevs av Merrill. Elaeocarpus calomala ingår i släktet Elaeocarpus och familjen Elaeocarpaceae.

## Underarter
Arten delas in i följande underarter:
- E. c. pustulatus
- E. c. villosiusculus